# Nama

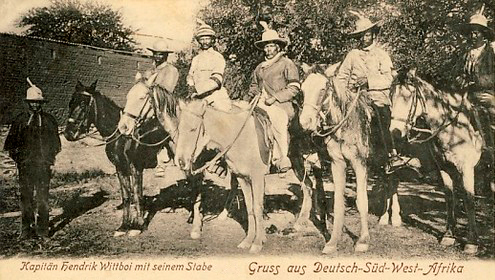
Nama - Liderul Hendrik Witbooi (centru) și însoțitorii săi

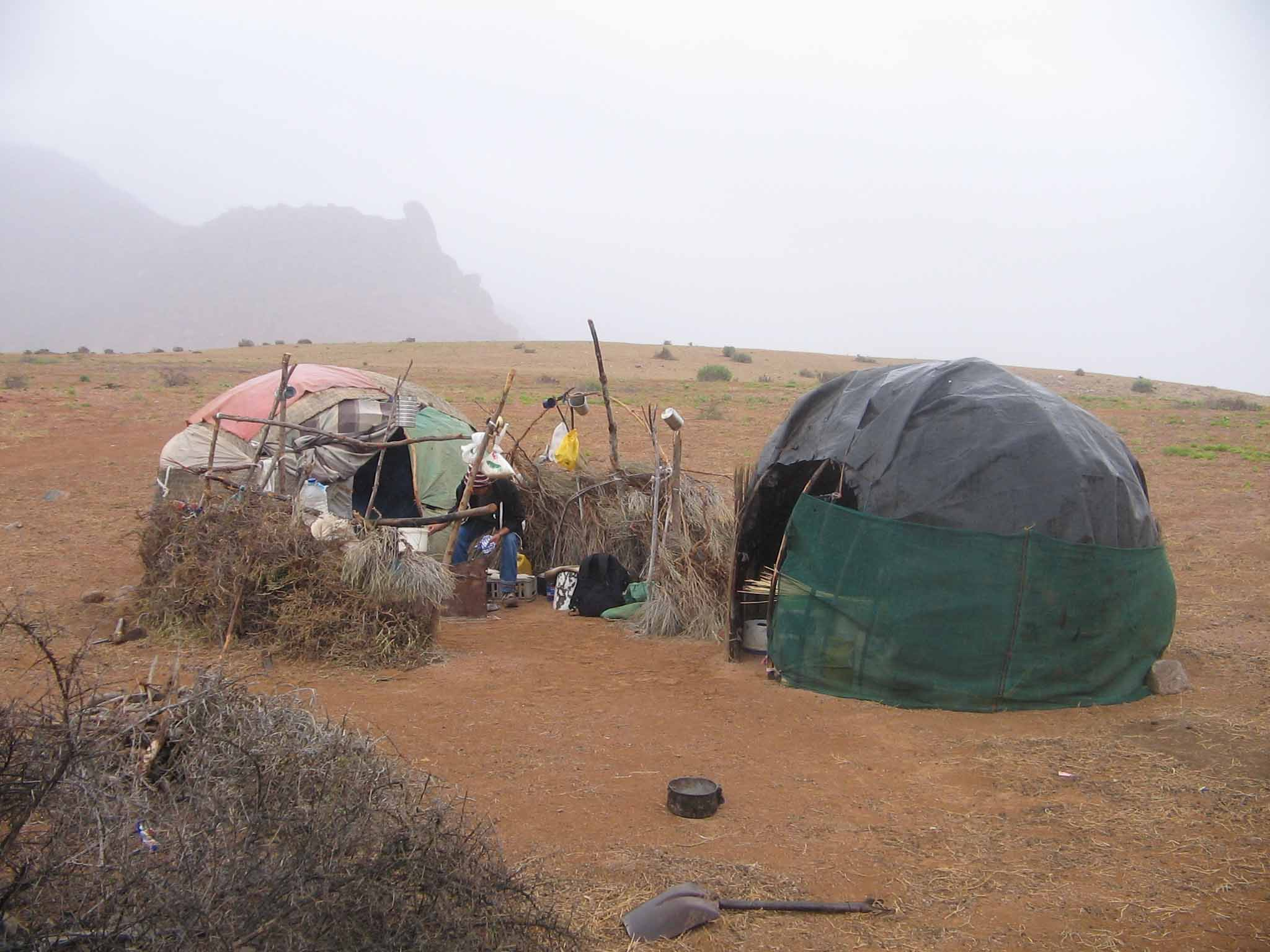
Cabane nama

Nama (sau namaqua, termen care înseamnă "persoane nama") sunt un grup etnic (cel mai mare dintre khoikhoi) în sudul Africii; mai concret în Botswana, Namibia și Africa de Sud.
La fel ca san, sunt de statură mai mică decât media, și tonul pielii este relativ mai deschis decât la alte etnii africane.
Limba vorbită de această etnie este aceeași cu cea a etniilor san și damara: nama (sau namagua)-un limbaj caracterizat de folosirea abundentă a unor plesnituri, fără nici o relație cu altă limbă africană.